# Eumegistus
Eumegistus – rodzaj ryb z rodziny bramowatych. 

## Klasyfikacja
Gatunki zaliczane do tego rodzaju:
- Eumegistus brevorti
- Eumegistus illustris